# پوبدا (شهرستان دووانسکی، باشقیرستان)
پوبدا (انگلیسی: Pobeda, Duvansky District, Republic of Bashkortostan) یک شهرک در شهرستان دووانسکی در استان باشقیرستان کشور روسیه است.